# Mudanjiang
Mudanjiang, tidigare stavat Mutankiang, är en stad på prefekturnivå i Heilongjiang-provinsen i nordöstra Kina. Den ligger  omkring 290 kilometer sydost om provinshuvudstaden Harbin.

## Historia
Staden har fått sitt namn från floden Mudanjiang, vilket betyder "pion-floden" på kinesiska. 1903 förlade Ryska Imperiet en station på orten som förband den med Östra kinesiska järnvägen.
Under 1940- och 1950-talet var Mudanjiang huvudstad i den numera avskaffade Sungkiang-provinsen.

## Administrativ indelning
Staden är indelad i fyra stadsdistrikt, två härad och fyra städer på häradsnivå:
- Stadsdistriktet Aimin (爱民区 Àimín Qū), 359 km², 230 000 invånare, stadscentrum, säte för stadsfullmäktige;
- Stadsdistriktet Dongan (东安区 Dōngān Qū), 566 km², 180 000 invånare;
- Stadsdistriktet Yangming (阳明区 Yángmíng Qū), 358 km², 160 000 invånare;
- Stadsdistriktet Xi'an (西安区 Xī'ān Qū), 325 km², 210 000 invånare;
- Staden Muling (穆棱市 Mùléng Shì), 6 094 km², 330 000 invånare;
- Staden Suifenhe (绥芬河市 Suífēnhé Shi), 427 km², 60 000 invånare;
- Staden Hailin (海林市 Hǎilín Shì), 9 877 km², 440 000 invånare;
- Staden Ning'an (宁安市 Níng'ān Shì), 7 870 km², 440 000 invånare;
- Häradet Dongning (东宁县 Dōngníng Xiàn), 7 368 km², 210 000 invånare;
- Häradet Linkou (林口县 Línkǒu Xiàn), 7 191 km², 450 000 invånare.

## Klimat
Genomsnittlig årsnederbörd är 971 millimeter. Den regnigaste månaden är juli, med i genomsnitt 183 mm nederbörd, och den torraste är januari, med 7 mm nederbörd.